# Personal Effects
Personal Effects è un film del 2009 diretto da David Hollander, interpretato da Ashton Kutcher e Michelle Pfeiffer, tratto dal racconto Mansion on the Hill di Rick Moody.

## Trama
Walter, un giovane che vive con la madre Gloria, è addolorato dal ricordo del recente omicidio della sorella gemella, e segue con assiduità le sedute del processo al presunto assassino, sperando di veder fatta giustizia, ma nel contempo medita anche di vendicarsi.
Ad un meeting incontra Linda, una piacente vedova più grande di lui, che organizza matrimoni (a cui però quando è invitata piange di commozione), che gli cambierà la vita. Tra i due scoppia la passione, e Walter riuscirà a far ritrovare la pace nel cuore di Linda.
Il ragazzo stringe amicizia anche con Clay, il figlio della donna, sordomuto e con problemi di comunicazione; Walter lo prende in simpatia e riuscirà a farlo diventare un piccolo campione di lotta libera.
Intanto il presunto assassino viene assolto, perché riconosciuto innocente, ma Walter che non ne è convinto, lo affronta una sera malmenandolo pesantemente e sta per finirlo con un colpo di pistola alla testa, quando alcune frasi disperate pronunciate dalla vittima gli forniscono la rivelazione della sua innocenza.
Alla scena ha assistito non visto proprio Clay, che qualche tempo dopo, impossessatosi della pistola di Walter, cerca di portare a termine la mancata esecuzione del sospettato. Walter, avvisato da Linda, si precipita sul luogo dove sta per avvenire la tragedia, e riesce a salvare la vittima predestinata facendogli scudo col proprio corpo.
Clay finisce in carcere, mentre Walter sopravvive, ferito solo a una gamba, e la relazione tra lui e Linda continua.

## Distribuzione
Negli Stati Uniti è uscito nelle sale il 5 marzo 2009.
In Italia è uscito direttamente in DVD il 25 agosto 2010. È stato trasmesso dapprima su Rai Movie in lingua originale con sottotitoli in italiano; successivamente su altri canali RAI nella versione doppiata.